# Erik Malmberg
Erik Malmberg (Gotemburgo, Västra Götaland, 15 de março de 1897 — Gotemburgo, Västra Götaland, 9 de maio de 1964) foi um lutador de luta greco-romana sueco.

## Carreira
Foi vencedor da medalha de ouro na categoria de 61–66 kg em Los Angeles 1932.
Foi vencedor da medalha de prata na categoria de 58–62 kg em Amsterdã 1928.
Foi vencedor da medalha de bronze na categoria de 58–62 kg em Paris 1924.